# Parabotia
Parabotia – rodzaj ryb karpiokształtnych z rodziny Botiidae, wcześniej klasyfikowanej w randze podrodziny Botiinae w piskorzowatych. 

## Klasyfikacja
Gatunki zaliczane do tego rodzaju:
- Parabotia banarescui
- Parabotia bimaculata
- Parabotia brevirostris
- Parabotia curta
- Parabotia fasciata
- Parabotia kiangsiensis
- Parabotia kimluani
- Parabotia lijiangensis
- Parabotia maculosa
- Parabotia mantschurica
- Parabotia parva
- Parabotia vancuongi

Gatunkiem typowym jest Parabotia fasciatus (P. fasciata).